# 一筆斎文調
一筆斎 文調（いっぴつさい ぶんちょう、生没年不詳）とは、江戸時代の浮世絵師。

## 来歴
狩野派の石川幸元の門人とされる。姓は守氏。家系、俗称については未詳。筆耕などを生業とする人物であったかもしれない。宝暦10年（1760年）頃から黒本や読本の挿絵を手掛け、次いで勝川春章と共に似顔絵様式を敷衍し、形式化したこれまでの役者絵に新風を巻き起こし、明和中後期から安永初期の役者絵をリード、錦絵はこの時期に集中している。役柄の本質を役者の僅かな表情や挙措に読み取り表現する描写力は他の絵師に勝り、個性的な文調独特の世界を創造している。浮世絵全体の作品量は少なく、肉筆浮世絵に関してはさらに少ない。
明和期になると遊女ばかりでなく、市井の評判娘が浮世絵によく描かれるようになった。文調は美人画にも優れており、なかでも谷中の笠森稲荷の参道にあった水茶屋の鍵屋のお仙（笠森お仙）という娘は、文調や鈴木春信によって多く描かれ、明和5年（1768年）には江戸中の評判となり、戯作や芝居、童謡にも歌われたほどであった。「かぎやおせん」は重要美術品になっている。美人画は春信や礒田湖龍斎、勝川春章らと合作もしている。さらに明和7年（1770年）に春章と合作した役者色摺絵本『絵本舞台扇』（大英博物館、早稲田大学演劇博物館所蔵）は良く知られており、この『絵本舞台扇』全106図のうち、文調が57図、春章が49図を描いた。安永7年（1778年）版の黄表紙『三歳繰（みとせぐり）数珠暫』（肝釈坊作）では礒田湖龍斎と合作しているため、その交友関係、作画傾向などは知られるが、鈴木春信と同じ時期に作画にはいっているので協力して錦絵創製発展に尽力したということがわかる。また肉筆作品も若干残している。安永2年（1773年）に歌舞伎役者の吾妻富五郎と大谷谷次によって奉納された絵馬「市村座七俳優図」（新宿　十二三熊野神社所蔵）、「人待つ傘図」（浮世絵太田記念美術館所蔵）、「笠森稲荷社頭図」（出光美術館所蔵）などは良く知られている。前述の「人待つ傘図」は「雪待つ傘図」とも言い、慶子こと初代中村富十郎の俳賛「妹か手に雪待傘の撓みけり」からつけられた画題である。しかし文調の人気は明和6-7年（1769年-1770年）が最盛期であり、明和8年（1771年）頃より人気はより写実的な春章に移っていった。文調は安永1年（1772年）を最後に役者絵美人画制作を止めている。その後の動向は全く不明である。忌日は6月12日とされる。門人に岸文笑、柳文朝、玉川舟調、文康がいる。
島田筑波氏は文調7回忌の摺物に窪俊満の「扨こたみその未亡人の刀自、門葉の文康舟調など聞ゆる人々、追福のいとなみせんとて、楊柳橋辺の万発楼に水無月十二日を卜し、知己の名だたる画家を請し席画を催し云々」とあることから文調の忌辰を6月12日であるとした。この摺物には喜多川歌麿、葛飾北斎、勝川春英、歌川豊国、歌川豊広、長谷川雪旦ら9人が絵を寄せており、その様式と落款より寛政12年から享和2年頃のものと判定できるので、文調の没年は寛政6年から寛政8年頃と推定される。

## 作品

### 肉筆浮世絵
- 「市村座式三番図」　板地着色、絵馬　※十二社三熊野神社所蔵 宝暦14（明和元）年6月奉納
- 「市村座七俳優図」　板地着色、絵馬　※十二社三熊野神社所蔵 安永2年4月奉納
- 「笠森稲荷社頭図」　紙本着色　出光美術館所蔵
- 「人待つ傘図」　絹本着色　浮世絵 太田記念美術館所蔵
- 「五俳優図」　絹本着色
- 「引手茶屋前の遊女」　絹本着色　ボストン美術館所蔵
- 「東海道図巻」　紙本着色、画帖

### 錦絵
- 「みなとや」　細判　太田記念美術館所蔵
- 「山下八百蔵」　細判　城西大学水田美術館所蔵
- 「四代目岩井半四郎」　細判　ベルリン国立東洋美術館所蔵
- 「市川高麗蔵の雁金文七と嵐音八のあんばいよし六兵衛」　中判　明和5年
- 「二世吾妻藤蔵の三位　九世市村羽左衛門の主馬判官盛久　二世佐野川市松の中将」　細判3枚続　※明和6年
- 「二世佐野川市松の五郎　九世市村羽左衛門の十郎」　細判2枚続　※明和7年
- 「初世尾上菊五郎の松風　九世市村羽左衛門の村雨」　細判2枚続　※明和7年
- 「初代市川弁蔵」　細判　東京国立博物館所蔵　※明和5年〜明和7年頃
- 「すがた八景」　中判揃物　※明和6年〜明和8年頃
- 「墨水八景」　中判揃物　※明和6年〜明和7年頃
- 「三十六花撰」　中判揃物　※安永元年頃
- 「二世嵐三五郎の最明寺時頼と二世吾妻藤蔵の白妙」
- 「二代目瀬川菊之丞の山田の三郎女房らん菊実は三原野の女狐」　細判　早稲田大学演劇博物館所蔵　※明和7年

### 版本
- 『栄花遊二代男』　浮世草子　※宝暦5年、八文字屋自笑作
- 『助六上巻二代政宗』　黒本　※宝暦10年